# Emily Kay
Emily Kay (Bromsgrove, 7 september 1995) is een Engelse Ierse weg- en baanwielrenster.

## Carrière
Kay won in 2013 met de Britse ploeg de ploegenachtervolging op de Wereldkampioenschappen baanwielrennen voor junioren. Ze nam namens Engeland deel aan de Gemenebestspelen van 2018 in Gold Coast, tijdens deze spelen behaalde ze een derde plaats op de scratch.
Eind 2019 maakte kay bekend voortaan uit te komen voor Ierland. In augustus 2021 nam ze namens Ierland deel aan de Olympische Zomerspelen 2020 in Tokio; ze werd 13e op zowel het omnium als de koppelkoers.

## Belangrijkste overwinningen

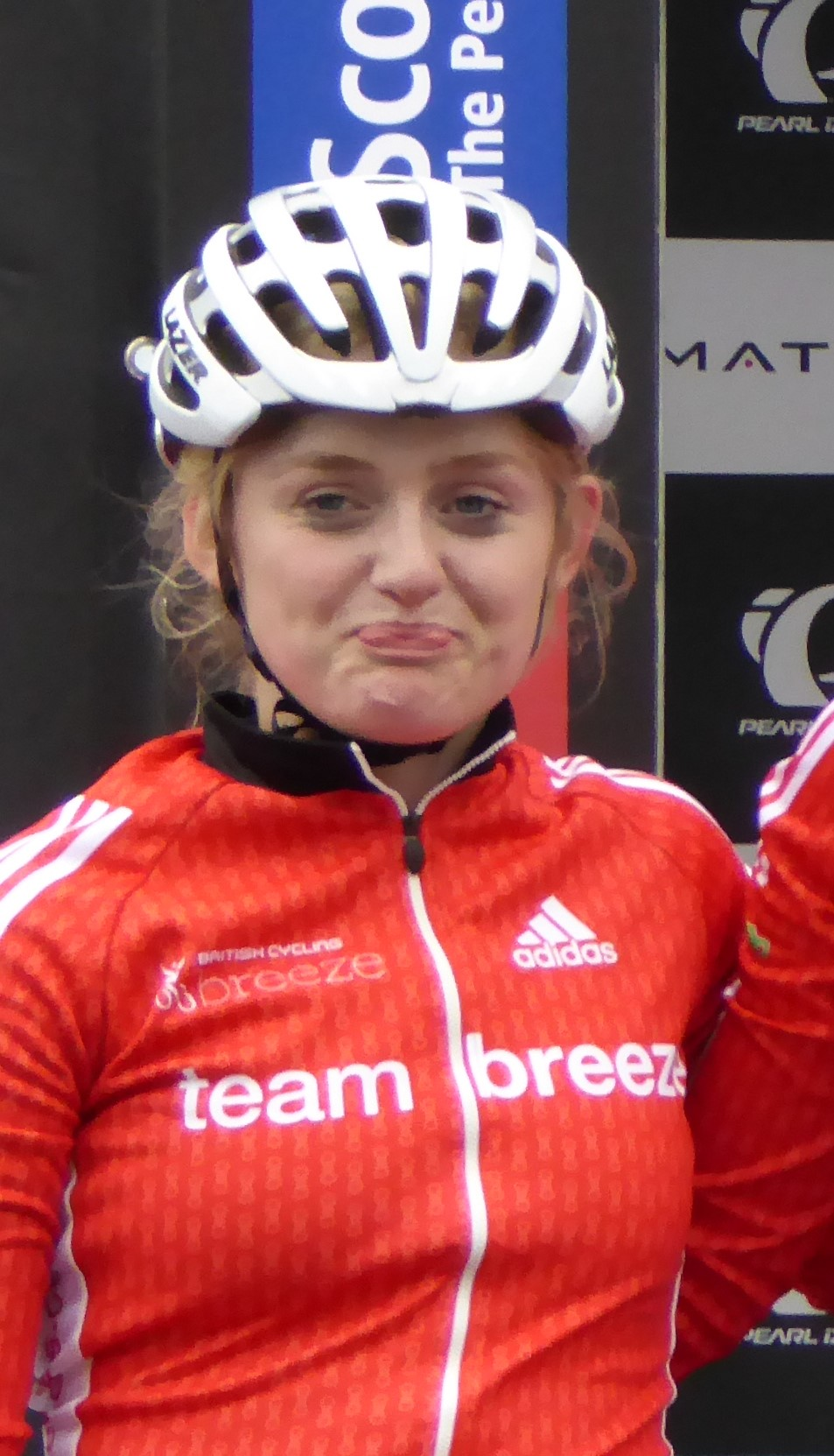
Emily Kay in mei 2016.

### Op de baan
| Jaar        | BK                                        | EK                                 | WK                            | Overig                                                       |
| Als junior  | Als junior                                | Als junior                         | Als junior                    | Als junior                                                   |
| ----------- | ----------------------------------------- | ---------------------------------- | ----------------------------- | ------------------------------------------------------------ |
| 2013        |                                           |                                    | ploegenachtervolging · omnium |                                                              |
| Als belofte |                                           |                                    |                               |                                                              |
| 2016        |                                           | ploegenachtervolging · omnium      |                               |                                                              |
| Als elite   |                                           |                                    |                               |                                                              |
| 2012        | koppelkoers                               |                                    |                               |                                                              |
| 2013        |                                           |                                    |                               |                                                              |
| 2014        | scratch                                   |                                    |                               |                                                              |
| 2015        | puntenkoers                               |                                    |                               |                                                              |
| 2016        |                                           | koppelkoers · ploegenachtervolging |                               | WB Glasgow: ploegenachtervolging, omnium                     |
| 2017        |                                           | ploegenachtervolging               |                               |                                                              |
| 2018        | puntenkoers · achtervolging · koppelkoers | scratch                            |                               | Gemenebestspelen: scratch · WB Berlijn: ploegenachtervolging |
| 2019        |                                           |                                    |                               |                                                              |
| 2020        |                                           |                                    |                               |                                                              |
| 2021        |                                           | ploegenachtervolging               |                               |                                                              |
| 2022        | scratch · sprint                          |                                    |                               |                                                              |
| 2023        |                                           |                                    |                               |                                                              |